# Möte i monsunen
Möte i monsunen är en sjömansvisa av Evert Taube, publicerad 1935 i Till flottans män i samband med grundandet av föreningen Flottans män och 1936 i sångsamlingen Ultra Marin. Evert Taube berättade 1952 i Jag kommer av ett brusand' hav att hans far i hemmet på Vinga berättade historien om mötet mellan landsmän till havs.
Sin slutliga form fick visan på Operakällaren, där konsul Fredrik Adelborg (som förekommer i visan), Sveriges generalkonsul i Singapore åren 1928–1934, beskrev för Taube hur han hade hjälpt sjanghajade svenska sjömän i Singapore. Sången berättas av en gammal barndomskamrat till Fritiof Andersson, som oförhappandes stöter på denne när deras fartyg möts på Indiska oceanen, men ganska snart tar Fritiof över och berättar om sina halsbrytande äventyr. Bland annat berättar han om en resa från Siam (Thailand) då de hade vilda djur i lasten som sålts till Hagenbecks djurpark i Hamburg. På vägen råkar de ut för en cyklon som orsakar hela besättningens död (utom Fritiofs) och alla djurens död utom en elefant. Skeppet driver så småningom in till Camarin på Malabar. 

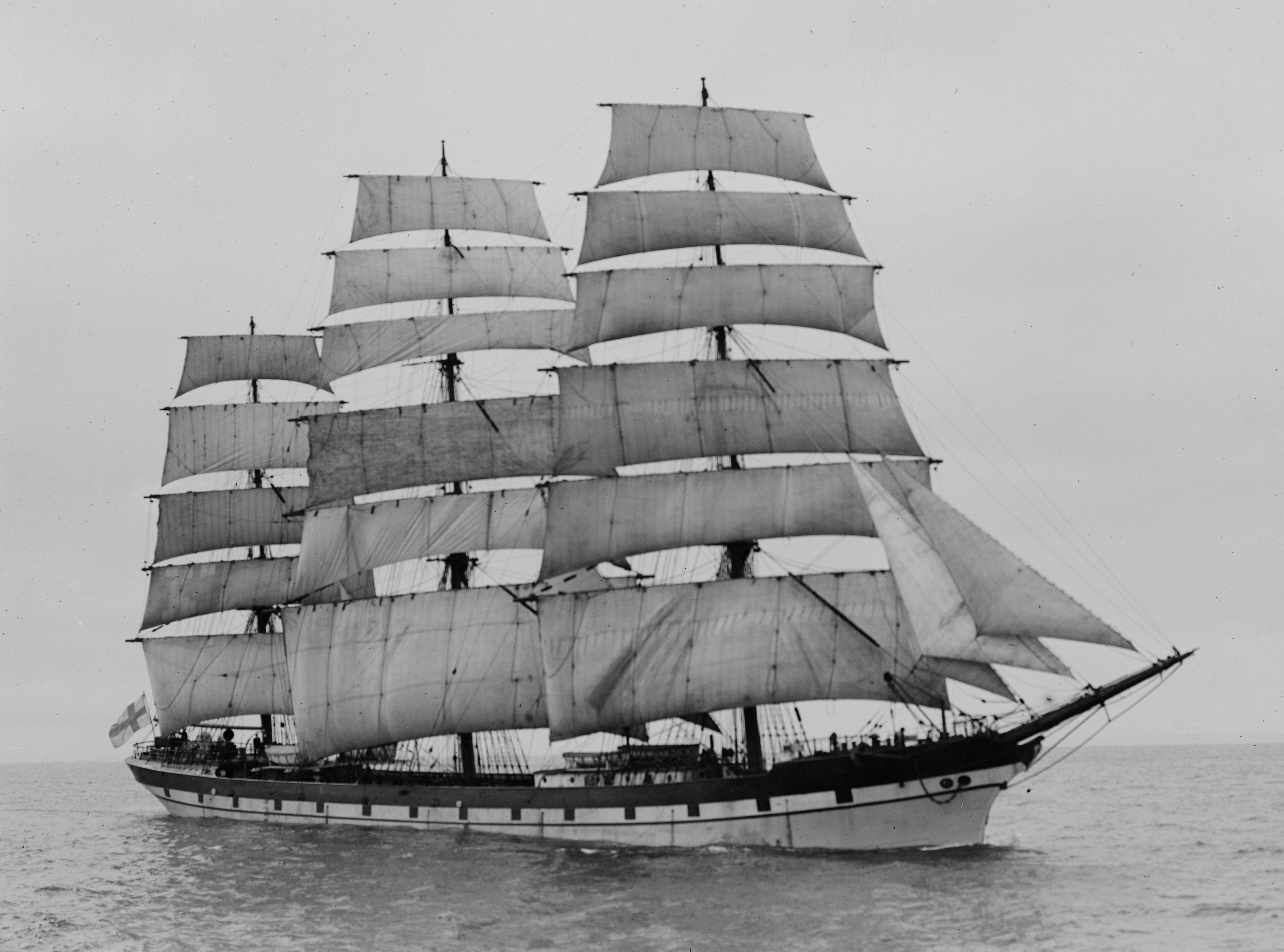
Tremastade fullriggaren Grace Harwar under finsk flagg; det är en syn liknande denna som berättaren beskriver.

Händelserna utspelar sig på den tid då segelfartygen som fraktfartyg höll på att försvinna. Berättaren är på väg med ett svenskt ångfartyg mot Röda havet, antagligen för att fortsätta genom Suezkanalen, medan Fritiof seglar med en fullriggare under finsk flagg på väg mot Godahoppsudden, antagligen för att den vägen komma till Europa (det gick inte att segla genom kanalen). Segelfartyget antas komma senare fram, så brev hem lämnas till det andra fartyget. Visan avslutas med hur berättaren räknar de 22 seglen på segelfartyget: det var en imponerande syn, som höll på att bli allt mer sällsynt.
Bertil Malmberg skriver i en recension i Nya Dagligt Allehanda i december 1936: "Knappast mindre utmärkt är det poem, som heter 'Möte i monsunen', ett mästerverk av fantastisk komik."
En inspelning av Bertil Almqvist sjöngs in på skiva och gavs ut 1937.
Povel Ramels humoristiska Taube-pastisch från 1954, Balladen om Eugen Cork, slutar med att nästan ordagrant citera Möte i monsunen men där Fritiof Andersson räknar vita segel räknar berättarjaget i Ramels visa surströmmingsburkar. 